# Масленниково (Самарская область)
Масленниково — поселок в Хворостянском районе Самарской области. Административный центр сельского поселения Масленниково.

## История
В 1973 г. Указом Президиума ВС РСФСР поселок центральной усадьбы совхоза имени Масленникова переименован в Масленниково.

## Население
| 2010 |
| ---- |
| 1607 |